# Патаки, Джордж
Джо́рдж Э́лмер Пата́ки (англ. George Elmer Pataki; род. 24 июня 1945, Пикскилл, Нью-Йорк) — американский политик-республиканец, губернатор штата Нью-Йорк с 1995 по 2006 год.

## Биография
Патаки родился в 1945 году. Его отец венгерского происхождения, мать — итало-ирландского. В 1967 году он окончил Йельский университет, а в 1970 году — Школу права Колумбийского университета, получив степень доктора права. По окончании учёбы занимался адвокатской практикой. С 1981 по 1984 год Патаки занимал пост мэра Пикскилла. С 1985 по 1992 год был членом Законодательного собрания штата Нью-Йорк, а в период с 1993 по 1994 год заседал в Сенате штата.
С 1 января 1995 по 31 декабря 2006 года Патаки занимал пост губернатора штата Нью-Йорк. В этой должности он ввёл программу по реконструкции коммуникационной инфраструктуры штата, снизил часть налогов, урезал финансирование образования. В 1995 году при его непосредственном участии в штате была введена смертная казнь, однако в итоге ни один смертный приговор в штате так и не был исполнен, а позднее апелляционный суд штата вовсе отменил этот закон. После террористических актов 11 сентября 2001 года Патаки занимался восстановлением экономики Нью-Йорка. Патаки подписал закон штата об отмывании денег, предусматривающий до 25 лет тюрьмы за любые операции с деньгами, полученными преступным путем.
Сложив с себя полномочия губернатора, он вновь занялся адвокатской практикой. В 2007 году Патаки выступил представителем США на Генеральной Ассамблее ООН.
С 1973 года Джордж Патаки женат на Элизабет Роуланд, у семейной пары четверо детей.